# Jens Boehnke
Jens Boehnke (* 8. März 1975 in Lich) ist ein ehemaliger deutscher Fußballspieler.

## Sportlicher Werdegang
Boehnke entstammt der Jugend des VfB Gießen, den er Mitte der 1990er Jahre in Richtung FSV Frankfurt verließ. Nachdem er für den Klub zwei Spielzeiten in der Regionalliga Süd aufgelaufen war, verließ er die Mannschaft nach dem Abstieg in die Viertklassigkeit am Ende der Regionalliga-Spielzeit 1999/2000. Nächste Station war der Zweitligist Waldhof Mannheim, für den der Innenverteidiger zu Beginn der Spielzeit 2000/01 drei Ligaspiele in der 2. Bundesliga bestritt. Ende Oktober 2000 wechselte er auf Leihbasis zum Karlsruher SC, der im Sommer in die Regionalliga abgestiegen war, wobei der Leihvertrag eine Kaufoption beinhaltete. Bei seinem ersten Pflichtspieleinsatz am 31. Oktober trug er in der 2. Runde des DFB-Pokalwettbewerbs 2000/01 zum 1:0-Heimspielerfolg gegen den seinerzeitigen Bundesligisten Hamburger SV durch ein Tor von Vitus Nagorny bei. Dennoch konnte er sich unter Trainer Stefan Kuntz nicht dauerhaft in die Stammformation spielen, insbesondere bremste ihn eine im März 2001 zugezogene Knieverletzung. Somit stand er beim direkten Wiederaufstieg des badischen Klubs nur in neun Spielen auf dem Feld, dabei hatte er ein Tor erzielt.
Nach langen Verletzungszeiten kehrte Boehnke dem Profifußball zum Ende der Saison 2002/2003 den Rücken und schloss sich dem FSV 1926 Fernwald in der seinerzeit sechstklassigen Bezirksoberliga an. Als Mannschaftskapitän führte er die Mannschaft über die Verbandsliga Hessen 2005 bis in die Hessenliga. Nachdem er sich dort Ende 2008 mit dem Trainer und sportlichen Leiter Nikolaus Semlitsch überworfen hatte, kehrte er im Februar des folgenden Jahres am Ende der Transferperiode zum Verbandsligisten VfB Gießen zurück. Bereits im Sommer 2009 wechselte er zurück in die Hessenliga, als er sich dem 1. FC Eschborn anschloss, später lief er noch für die SG Oberliederbach und Eintracht Wetzlar auf.